# Highway to Hell
Highway to Hell je šesté studiové album australské hard rockové kapely AC/DC vydané v červenci 1979. Autory všech skladeb jsou Angus Young, Malcolm Young a Bon Scott. Jde o poslední album AC/DC, na kterém se podílel Bon Scott, který na začátku roku 1980 zemřel.
Highway to Hell je jedno z nejpopulárnějších alb kapely a také hard rockových alb vůbec. Ve Spojených státech se jej prodalo přes 7 milionů kopií a bylo tak certifikováno jako 7× platinové. V roce 2003 vyhlásil časopis Rolling Stone album 199. nejlepším albem všech dob.

## Seznam skladeb
Všechny skladby napsal(i) Angus Young, Malcolm Young a Bon Scott. 
| Pořadí | Název                                         | Délka |
| ------ | --------------------------------------------- | ----- |
| 1.     | Highway to Hell                               | 3:28  |
| 2.     | Girls Got Rhythm                              | 3:23  |
| 3.     | Walk All Over You                             | 5:10  |
| 4.     | Touch Too Much                                | 4:26  |
| 5.     | Beating Around The Bush                       | 3:55  |
| 6.     | Shot Down In Flames                           | 3:22  |
| 7.     | Get It Hot                                    | 2:34  |
| 8.     | If You Want Blood (You've Got It) (Videoklip) | 4:36  |
| 9.     | Love Hungry Man                               | 4:17  |
| 10.    | Night Prowler                                 | 6:28  |

## Obsazení
- Bon Scott – zpěv
- Angus Young – kytara
- Malcolm Young – kytara, doprovodný zpěv
- Cliff Williams – baskytara, doprovodný zpěv
- Phil Rudd – bicí